# Erich Hartmann (Fotograf)

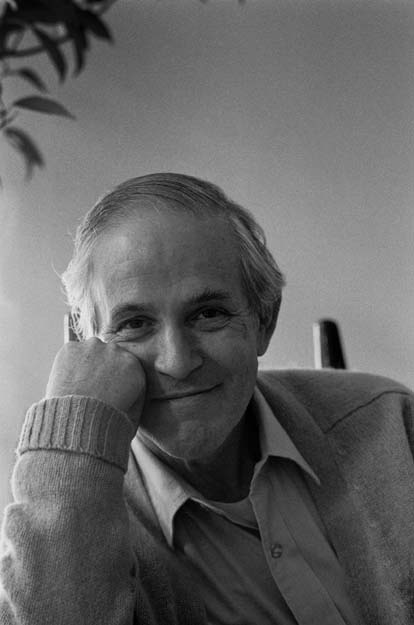
Erich Hartmann 1981

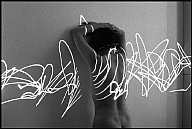
Lightpainting

Erich Hartmann (* 29. Juli 1922 in München; † 4. Februar 1999 in New York City) war ein US-amerikanischer Fotograf.

## Leben und Werk
Im Alter von 16 Jahren flüchtete Hartmann mit seiner Familie, als Juden im Nationalsozialismus verfolgt, nach New York. Dort arbeitete er in einer Textilfabrik und absolvierte die High School. Er trat in die US-Army ein und wurde auf den Kriegsschauplätzen in Belgien, Frankreich und Deutschland eingesetzt.
Seine Ausbildung zum Fotografen begann Hartmann 1946. Er arbeitete zuerst als Assistent und freiberuflicher Fotograf. 1952 wurde er in die Agentur freischaffender Fotojournalisten Magnum Photos eingeladen, in der er jahrzehntelang erfolgreich arbeiten sollte. Ab 1967 gehörte er dem Direktorium von Magnum Photos an; 1985/86 war er Präsident der Agentur.
Als unabhängiger Fotograf arbeitete Hartmann für renommierte Zeitschriften wie Fortune, Life, Time, Newsweek, Die Zeit, Geo und Stern. Er war in erster Linie als Industrie-Fotograf bekannt, lichtete aber auch bekannte Persönlichkeiten wie Marilyn Monroe ab. Hartmann hatte Lehraufträge für Fotografie an mehreren amerikanischen und europäischen Universitäten.
Im Winter 1993/94 unternahm Hartmann eine achtwöchige Reise zu den ehemaligen Konzentrationslagern des Dritten Reichs. Die entstandene Dokumentation erschien unter dem Titel Stumme Zeugen (engl. Originaltitel In the Camps).
Ende der 1990er-Jahre arbeitete Hartmann an einer autobiographisch gefärbten Retrospektive seiner Arbeit. Diese wurde nach seinem Tod mit Hilfe seiner Witwe Ruth Hartmann fertiggestellt und als Ausstellung und Buch unter dem Titel Where I was. Persönliche Fotografien veröffentlicht.

### Artikel
- „Technologie: Versteckte Objekte.“ In: Geo-Magazin. Hamburg 1980,2, S. 54–67. „Auf seiner Forschungsreise durch das Innere moderner technischer Geräte entdeckte Geo-Fotograf Erich Hartmann Gegenstände verblüffender Schönheit.“

## Ausstellungen (Auswahl)
- Our daily bread (1962)
- Mannequin Factory (1971) – New York, Paris
- Laser (1977) – New York, Amsterdam, Paris
- Train Journey (1982) – u. a. Paris und New York
- Macroworld (1983) – Paris, Hamburg, Tokio, London
- Au clair de la terre (engl. Destination Earth) – Belgien, Dänemark, Deutschland, Frankreich, Großbritannien, Italien, Niederlande, Schweden, Schweiz, Spanien
- In the Camps (1995–2000)
- Where I was (2000 in Salzburg und Passau) Wanderausstellung der Galerie Fotohof, kuratiert von Kurt Kaindl und Brigitte Blüml[1]